# João Goulart

João Goulart, 1961

João Belchior Marques Goulart (* 1. März 1918 in São Borja, Rio Grande do Sul; † 6. Dezember 1976 in Mercedes, Argentinien) war von 1961 bis 1964 Präsident Brasiliens. Er ist auch unter seinem Spitznamen Jango bekannt.

## Leben
João Goulart wurde als ältestes von acht Kindern eines wohlhabenden Landbesitzers geboren. Er studierte Rechtswissenschaften an der Universität Porto Alegre. 1945 trat er in den Partido Trabalhista Brasileiro ein und wurde vom autoritär regierenden Getúlio Vargas, einem nahen Freund seines Vaters, gefördert. Schon 1946 war Goulart Abgeordneter im Kongress von Rio Grande do Sul, 1950 saß er im Bundeskongress und engagierte sich im Wahlkampf für Getúlio Vargas.
Goulart setzte sich für die Einführung eines gesetzlichen Mindestlohns ein. Zwischen 1953 und 1954 war Goulart Minister für Arbeit, Industrie und Handel. In dieser Funktion verdoppelte er den Mindestlohn, was zu Protesten der Wirtschaft und seiner Entlassung führte.
1955 wurde Goulart zum Vizepräsidenten unter Juscelino Kubitschek gewählt. Nach der folgenden Wahl 1960 wurde er erneut Vizepräsident, diesmal unter Jânio Quadros. Nach dessen Rücktritt fiel das Präsidentenamt verfassungsgemäß an Goulart, der gerade auf einer diplomatischen Mission in China weilte. Er wurde nach dem Widerstand des Militärs jedoch erst angelobt, nachdem der Bundeskongress die Rechte des Präsidenten drastisch beschnitten hatte. Goulart trat das Amt dann am 8. September 1961 an. Vier Monate später ließ Goulart das Volk über die Macht des Präsidenten abstimmen und gewann so seine Handlungsfähigkeit wieder.
Die Amtszeit Goularts war von galoppierender Inflation und Polarisierung zwischen dem linken und dem rechten Lager geprägt. Hatte er schon eine durch Inflation und soziale Spannungen gelähmte Wirtschaft geerbt, so verschärften sich die sozialen Tumulte durch seine Umverteilungspläne weiterhin. Einer der Pläne Goularts war der Plano Nacional de Adultos, welcher zum Ziel hatte, zwei Millionen Erwachsenen das Lesen und Schreiben sowie etwas politische Bildung beizubringen. Er räumte auch Analphabeten das Wahlrecht ein.
Besonders als im nordöstlichen Pernambuco Pläne für eine Bodenreform konkret wurden – hier machten der charismatische Bauernführer Francisco Julia und der Gouverneur des Staates, Miguel Arraes (1916–2005), Druck – sahen die konservativen Kräfte das Gespenst des Kommunismus. Am 31. März 1964 wurde Goulart durch einen Militärputsch, der von den USA unterstützt wurde, seines Amtes enthoben. Truppen aus Minas Gerais marschierten in Richtung Rio de Janeiro, um den Erfolg des Staatsstreiches sicherzustellen. Versuche seines Schwagers Leonel de Moura Brizola, regionalen bewaffneten Widerstand zu organisieren, blieben erfolglos.
Das Militär setzte General Humberto Castelo Branco als Nachfolger Goularts ein. Goulart floh mit Leonel de Moura Brizola nach Uruguay. Später ging er nach Argentinien, wo er 1976 offiziell an einem Herzanfall verstarb. Es wurde keine Autopsie vorgenommen. Es gibt aber auch auf Indizien gestützte Vermutungen, nach denen er vergiftet worden und ein Opfer der Operation Condor gewesen sein könnte.

## Ehrungen
- 1960: Großkreuz der Bundesrepublik Deutschland